# Ambalavao
Ambalavao este un oraș din regiunea Haute Matsiatra. Orașul se află în partea cea mai sudică a Zonele Muntoase Centrale, în apropiere de orașul Fianarantsoa.

## Natura
- Rezervația comunitară Anja, situată la aproximativ 13 km sud de Ambalavao, este o mică rezervație comunitară creată pentru conservarea și gestionarea resurselor naturale locale.
- Parcul Național Andringitra este situat în apropierea acestui oraș.

## Geografie
Ambalavao este situat pe Route Nationale No. 7 Fianarantsoa-Ihosy-Tuléar la 160 km de Ihosy și 56 km de Fianarantsoa.
Aerportul Ambalavao servește orașul.

## Clima
Ambalavao are un climat subtropical umed (Köppen: Cwa).
| Date climatice pentru Ambalavao | Date climatice pentru Ambalavao | Date climatice pentru Ambalavao | Date climatice pentru Ambalavao | Date climatice pentru Ambalavao | Date climatice pentru Ambalavao | Date climatice pentru Ambalavao | Date climatice pentru Ambalavao | Date climatice pentru Ambalavao | Date climatice pentru Ambalavao | Date climatice pentru Ambalavao | Date climatice pentru Ambalavao | Date climatice pentru Ambalavao | Date climatice pentru Ambalavao |
| Luna                            | Ian                             | Feb                             | Mar                             | Apr                             | Mai                             | Iun                             | Iul                             | Aug                             | Sep                             | Oct                             | Nov                             | Dec                             | Anual                           |
| ------------------------------- | ------------------------------- | ------------------------------- | ------------------------------- | ------------------------------- | ------------------------------- | ------------------------------- | ------------------------------- | ------------------------------- | ------------------------------- | ------------------------------- | ------------------------------- | ------------------------------- | ------------------------------- |
| Media zilnică °C (°F)           | 22.1 (71,8)                     | 21.9 (71,4)                     | 21.4 (70,5)                     | 20.3 (68,5)                     | 18.1 (64,6)                     | 16.0 (60,8)                     | 15.1 (59,2)                     | 15.9 (60,6)                     | 17.8 (64)                       | 20.2 (68,4)                     | 21.6 (70,9)                     | 22.0 (71,6)                     | 19,4 (66,9)                     |
| Precipitații mm (inches)        | 260 (10.24)                     | 169 (6.65)                      | 153 (6.02)                      | 27 (1.06)                       | 16 (0.63)                       | 18 (0.71)                       | 14 (0.55)                       | 15 (0.59)                       | 19 (0.75)                       | 34 (1.34)                       | 112 (4.41)                      | 234 (9.21)                      | 1.071 (42,17)                   |
| Sursă: Climate-Data.org         |                                 |                                 |                                 |                                 |                                 |                                 |                                 |                                 |                                 |                                 |                                 |                                 |                                 |

## Transport
Orașul este deservit de Aeroportul Ambalavao.

## Galerie

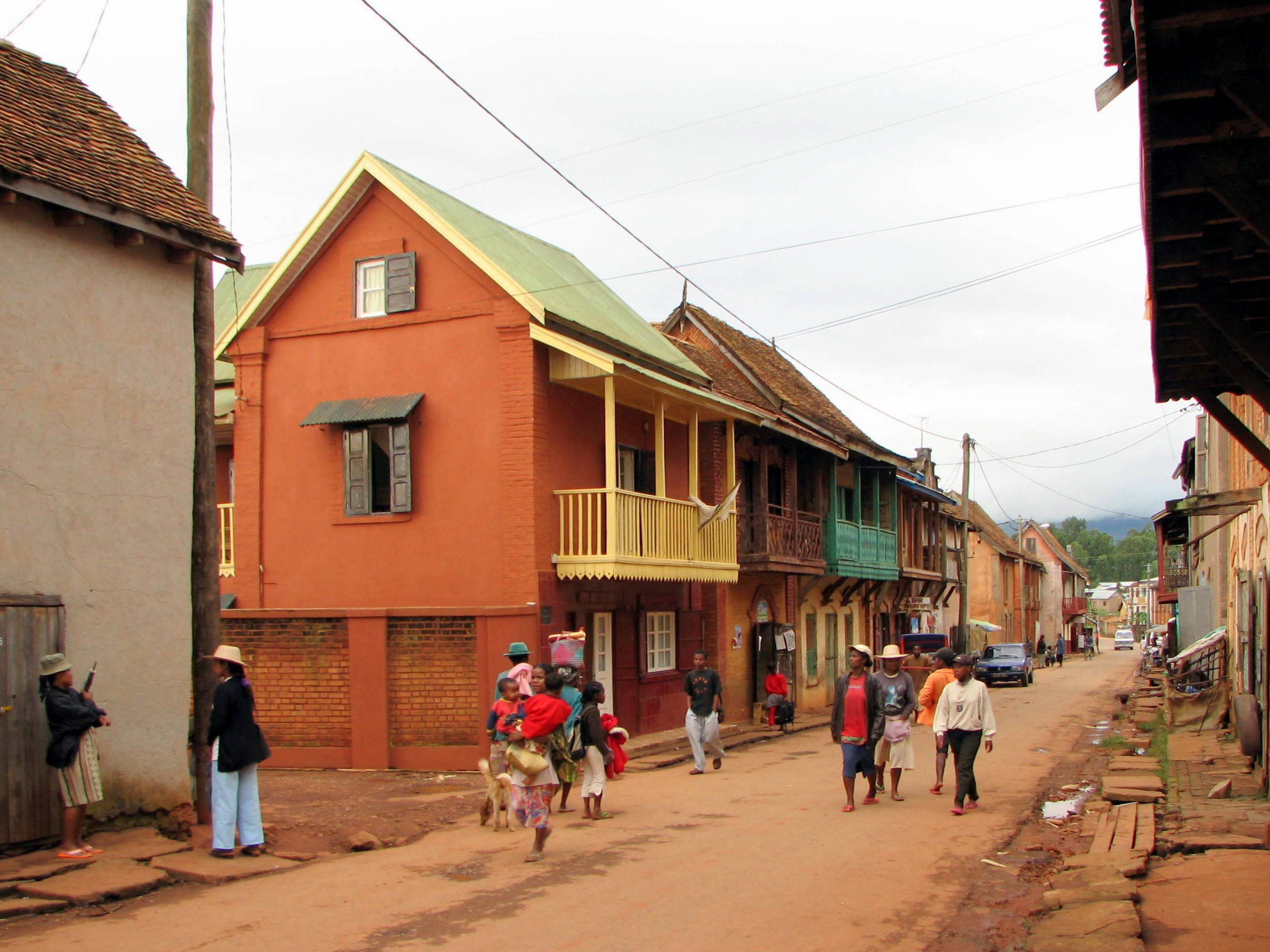
Strada principală Ambalavao
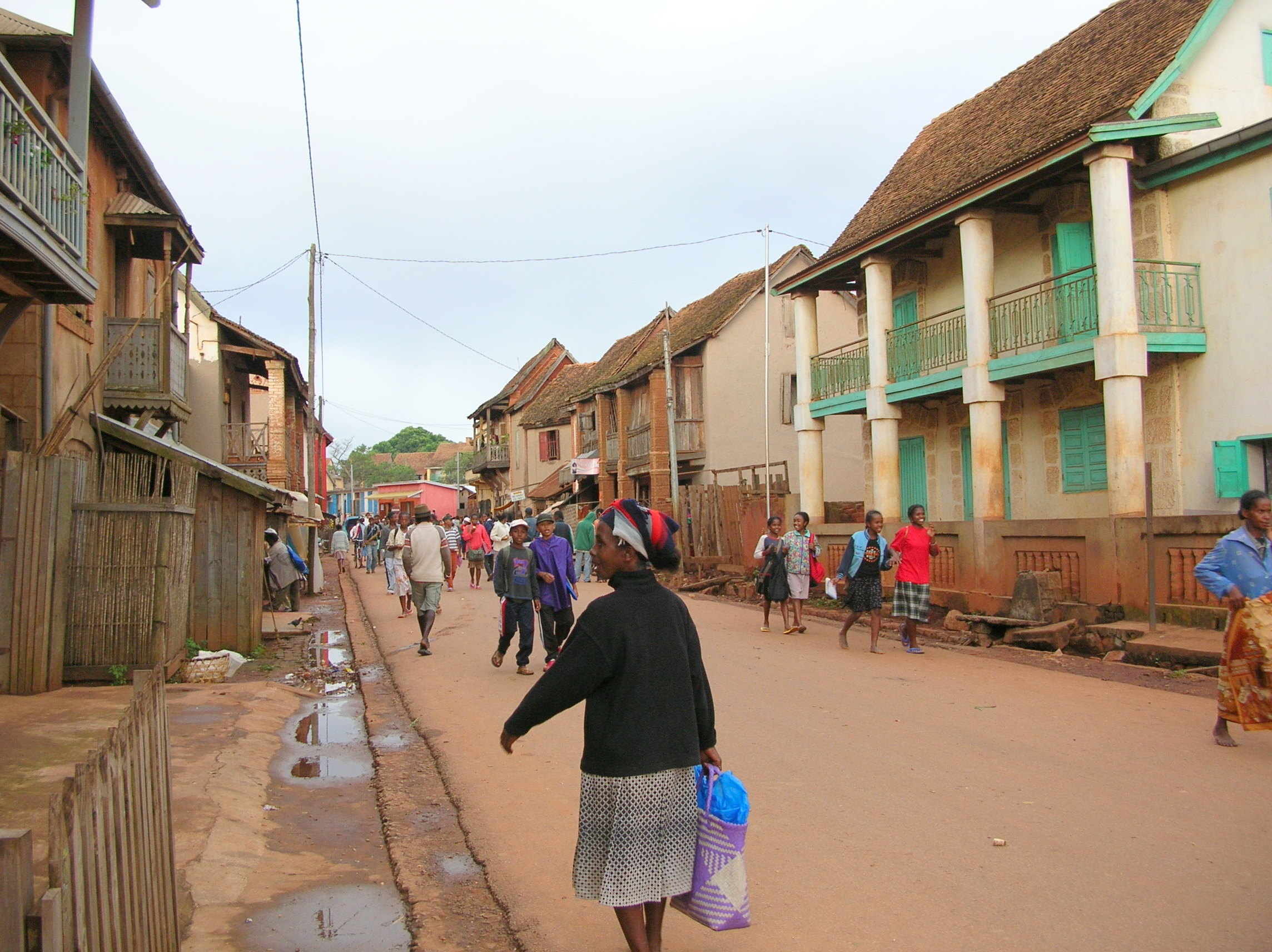
Strada principală Ambalavao